# Jørn Dørig
Jørn Dørig født 28. marts 1938 i Aalborg er en tidligere dansk atlet. Han var medlem af Aalborg FF. 

## Danske mesterskaber
- Guld 1957 Højdespring 1,83
- Guld 1956 Højdespring 1,86
- Bronze 1955 Højdespring 1,80

## Personlig rekord
- Højdespring: 1,91 1957